# Прелоге (Семич)
Прелоге (словен. Preloge) — поселення в общині Семич, регіон Південно-Східна Словенія, Словенія.